# Цифрово радиоразпръскване
Цифровото радиоразпръскване (на английски: Digital Audio Broadcasting, DAB) е технология за безжично предаване на цифров сигнал посредством електромагнитни вълни в радиодиапазона.

## Предимства
- По-високо качество на звука в сравнение с FM-радиопредаването.
- Заедно със звука могат да се предават текст, изображения и други данни (повече, отколкото чрез системата RDS).
- Слаби радиосмущения по никакъв начин не влияят на звука.
- По-икономично използване на честотния обхват.
- Мощността на предавателя може да бъде намалена от 10 до 100 пъти.

## Недостатъци
- В случай на недостатъчна мощност на сигнала при аналоговото излъчване се появяват смущения, докато при цифровото транслацията пропада напълно.
- Забавяне на звука заради времето, необходимо за обработка на цифровия сигнал.

## Внедряване на цифровото радиоразпръскване
Понастоящем в света постепенно започва преход към „цифровото радио“, но това става много по-бавно, отколкото при прехода от аналогова към цифрова телевизия. Най-бърз напредък се наблюдава в западноевропейските страни – Германия, Швейцария, Белгия, Дания, Норвегия (която първа (от 1 януари 2017 г.) се отказва от FM радиото) и др.